# Саличе (Корсика)
Саличе (фр. Salice, корс. Salice) — коммуна во Франции, находится в регионе Корсика. Департамент коммуны — Южная Корсика. Входит в состав кантона Севи-Сорру-Чинарка. Округ коммуны — Аяччо.
Код INSEE коммуны — 2A266.

## Население
Население коммуны на 2008 год составляло 89 человек.
| 1962 | 1968 | 1975 | 1982 | 1990 | 1999 | 2008 |
| ---- | ---- | ---- | ---- | ---- | ---- | ---- |
| 186  | 201  | 164  | 113  | 77   | 73   | 89   |

## Экономика
В 2007 году среди 44 человек в трудоспособном возрасте (15—64 лет) 23 были экономически активными, 21 — неактивными (показатель активности — 52,3 %, в 1999 году было 24,1 %). Из 23 активных работали 17 человек (10 мужчин и 7 женщин), безработных было 6 (3 мужчины и 3 женщины). Среди 21 неактивных 1 человек был учеником или студентом, 8 — пенсионерами, 12 были неактивными по другим причинам.
В 2008 году в коммуне насчитывалось 36 домохозяйств, в которых проживало 70 человек, медиана доходов составляла 15 641 евро на одного человека.